# Орден Імператорського Портрета
Орден Імператорського Портрета — орден Османської імперії, заснований султаном Махмудом II і був знаком особистої уваги монарха.

## Історія ордену
Орден був заснований султаном Махмудом II для нагородження за особисті заслуги перед султаном. Орден мав один ступінь.
Орден являв собою прикрашений дорогоцінним камінням медальйон із портретом османського правителя. Така нагорода входила у пряме протиріччя із ісламськими релігійними правилами, які не схвалювали такі портрети (нагорода вручалась в основному немусульманам). Тугра султана була більш важливим і поширеним символом його правління, ніж портрет. Незважаючи на це, відомі багато портретів османських правителів, які створені під європейським впливом. Султани не оминули використання своїх портретів та зображень як подарунків чи нагород. Однак орден Імператорського Портрета, будучи офіційним орденом, вийшов за межі табакерок, прикрашених портретами султана, які османи дарували іноземним послам у ранні періоди як нагороду. Наявність на ньому султанового портрета означало, що нагороджений був удостоєний особистої уваги султана. Це зробило орден Імператорського Портрета найпрестижнішою нагородою того періоду.
Перше задокументоване нагородження було зроблено у 1832 році. Відомо, що одним із перших нагороджених був вірменський підприємець та філантроп Арутюн Безціян (1771—1834). Нагородою були удостоєні васали Османської імперії, у тому числі князь Сербії Милош Обренович, валі Єгипту Мухаммед Алі та Аббас I.
Балканські правителі носили медаль зліва, щоб показати свою відданість і відданість османському правителю. Однак було видно, що вони не носили цієї нагороди після здобуття незалежності.
Із 1900 року нагородження орденом було припинено.

## Опис ордена
Знак ордена являє собою медальйон із портретом османського правителя, що прикрашений коштовним камінням. Дизайн ордена був типовим для османських орденів: медальйон був оточений каблучкою з діамантів; знизу медальйон прикрашали схрещені лаврові гілки, посипані діамантами; зверху — стилізований бант зі стрічки, також прикрашений діамантами.
Орден носили на грудях (кріплення шпилькою) або на вузькій стрічці на шиї. Стрічка ордену була повністю червоною.

## Галерея

Портрет князя Сербії Мілоша Обреновича, варіант носіння ордену на стрічці
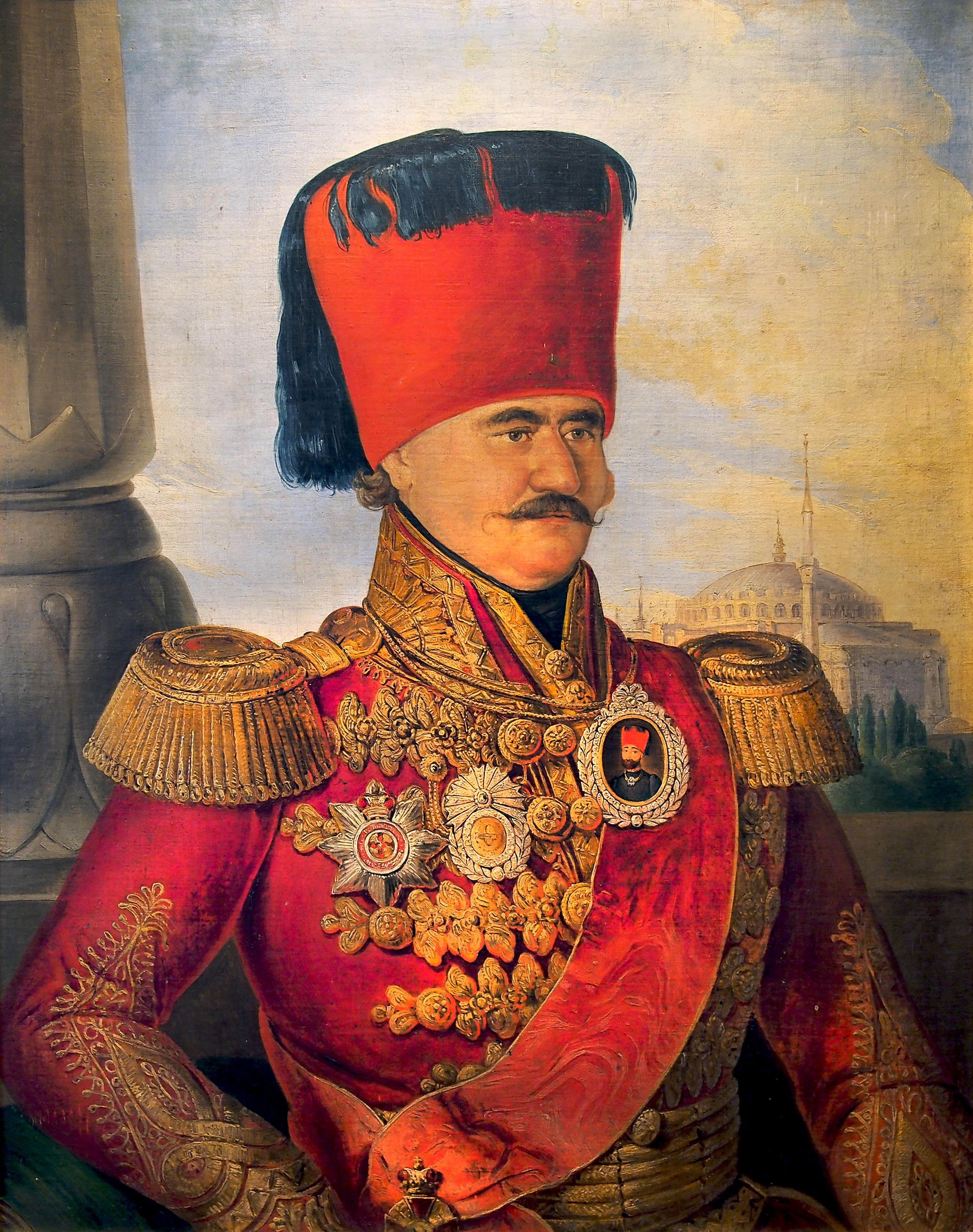
Портрет князя Сербії Мілоша Обреновича, орден зображений на лівій стороні грудей
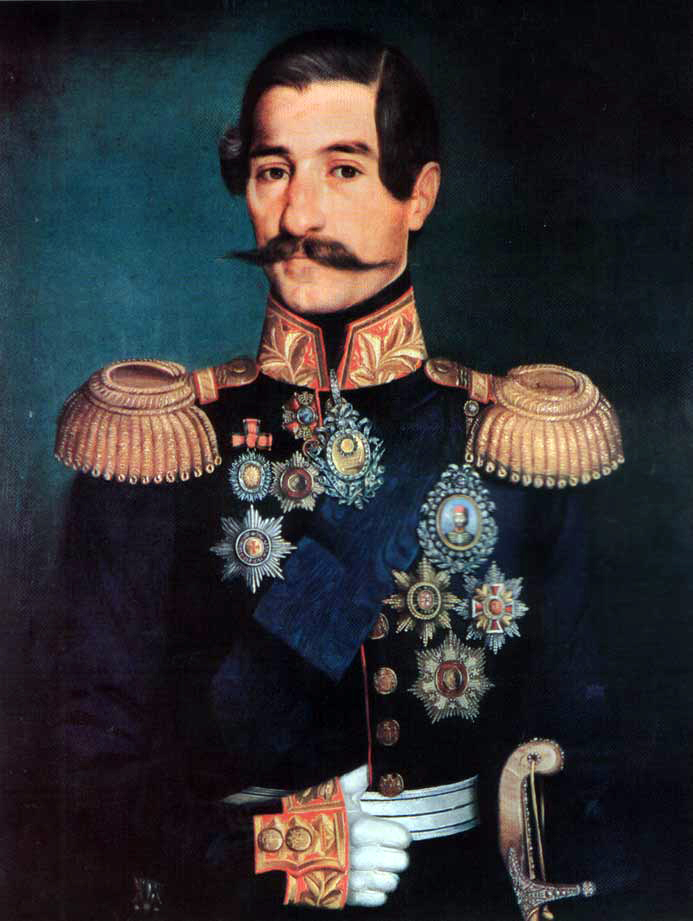
Портрет князя Сербії Олександра Карагеорговича, орден зображений на лівій стороні грудей
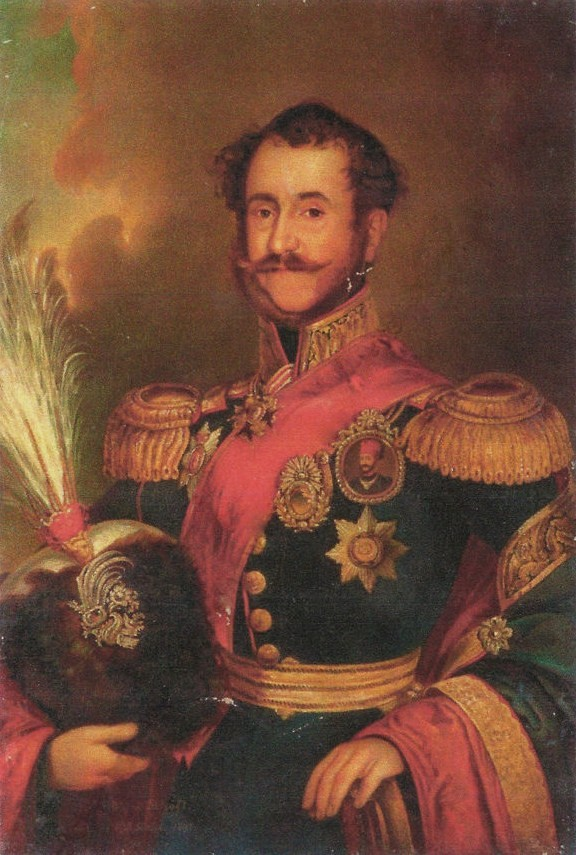
Портрет господаря Молдови Михайла Стурдза, орден зображений на лівій стороні грудей
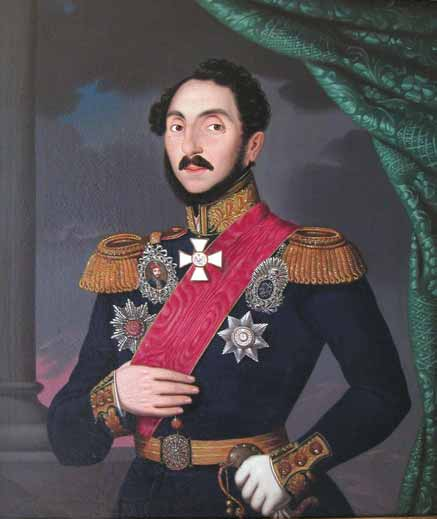
Портрет господаря Валахії Георгія III Бібеску, орден зображений на правій стороні грудей
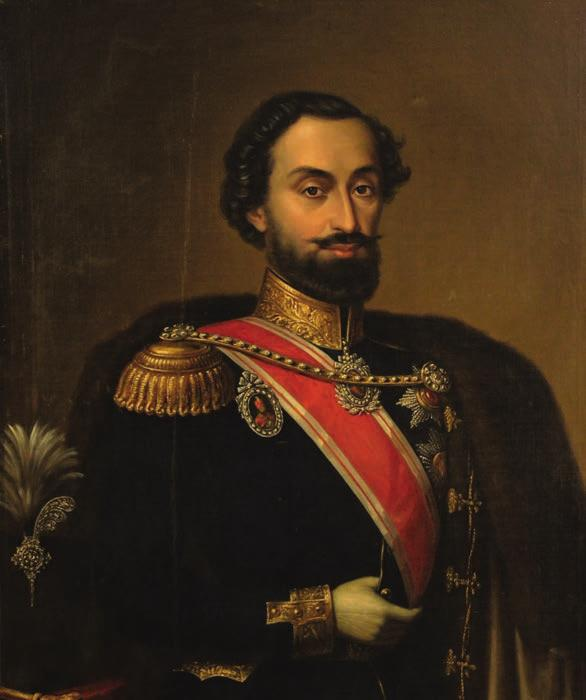
Портрет господаря Валахії Барбу Димитрія Штірбея, орден зображений на правій стороні грудей